# フィリップ・ウッドハウス (初代準男爵)
初代準男爵サー・フィリップ・ウッドハウス（英語: Sir Philip Wodehouse, 1st Baronet、1566年以前 – 1623年10月30日）は、イングランド王国の政治家。ノーフォークの裕福な家系に生まれ、年収2,000ポンド以上が得られる領地を所有したとされる。1586年、キャッスル・ライジング選挙区で庶民院議員に当選した。

## 生涯
ロジャー・ウッドハウス（1541年ごろ – 1588年4月4日埋葬、トマス・ウッドハウスの息子）と妻メアリー（Mary、旧姓コーベット（Corbet）、ジョン・コーベットの娘）の長男として生まれた。1577年にケンブリッジ大学トリニティ・カレッジに入学、1580年11月2日にリンカーン法曹院に入学した。
レストレンジ家（Lestrange）の未亡人と結婚したため、1586年に招集された議会でレストレンジ家の支持を受けてキャッスル・ライジング選挙区で庶民院議員に当選した。国政に大きく関わらず、議会活動の記録もなく、ノーフォークのジェントリ層の党派争いで不人気なサー・アーサー・ヘブニンガム（Sir Arthur Heveningham）を支持したため、以降2度と当選することはなかった。ただし、選挙には一定の影響力を維持し、エリザベス1世の晩年（1590年代から1600年代）にはアルドバラ選挙区で親族が当選している。
1588年4月に父が死去すると、その遺産を継承した。1591年ごろよりノーフォークの治安判事を務め、1594年から1595年にかけてはノーフォーク州長官を務めた。
1596年に英西戦争におけるカディス占領に参戦して、第2代エセックス伯爵ロバート・デヴァルーにより騎士爵に叙された。
1611年6月29日、準男爵に叙された。1617年5月13日にノーフォーク首席治安判事に任命され、同年11月までに退任した。
1623年10月30日に死去、息子トマスが準男爵位を継承した。

## 家族
1580年7月25日、グリセル・レストレンジ（Grissell Lestrange、1635年8月4日没、ウィリアム・イェルヴァートンの娘、トマス・レストレンジの未亡人）と結婚して、6男2女をもうけた。
- トマス（1585年ごろ – 1658年3月18日） - 第2代準男爵[5]
- ロジャー（1586年 – 1634年[8]）
- フィリップ（1587年没） - 夭折[8]
- エリザベス（1589年 – ?） - 1608年ごろ、ハンフリー・ギボン（Humphrey Guybon）と結婚[8]
- ジョン（1594年没） - 夭折[8]
- ジョン（1596年[8] – ?）
- マーガレット（1598年[8] – ?）
- マイルズ（Miles、1604年没） - 夭折[8]

ウッドハウスがイングランド国教会の信者で妻グリセルがカトリック信者であり、イエズス会士ジョン・ジェラードによればウッドハウスはグリセルの重病を経てカトリックに改宗したが、のちに国教会に再改宗したという。